# 2013년 세계 비치발리볼 선수권 대회
2013년 세계 비치발리볼 선수권 대회는 2013년 7월 1일부터 7월 7일까지 폴란드 스타레 야블론키에서 개최되었다.
틀:세계 비치발리볼 선수권 대회